# Edmond Cloetens
Edmond Cloetens war ein belgischer Bogenschütze.
Cloetens startete erfolgreich bei den Olympischen Spielen 1920 in Antwerpen. Er gewann mit der Mannschaft zwei Goldmedaillen – allerdings nahmen nur die Belgier am Wettbewerb teil; daneben war er im Individualwettbewerb Festes Vogelziel, großer Vogel nicht zu schlagen. In der Variante Kleiner Vogel wurde er Fünfter.
Sein Name wird manchmal auch als Émile Cloetens angegeben.